# No Fear of Time
No Fear of Time è il secondo album in studio del duo hip hop statunitense Black Star, pubblicato nel 2022, a 24 anni di distanza dal precedente.

## Tracce
1. o.G. – 3:57
2. So Be It – 4:09
3. Sweetheart. Sweethard. Sweetodd – 2:11
4. My Favorite Band – 2:08
5. The Main Thing is to Keep the Main Thing the Main Thing – 3:52
6. Yonders – 2:40
7. Supreme Alchemy – 2:14
8. Freequency (with Black Thought) – 6:53
9. No Fear of Time (with Yummy Bingham) – 5:01

## Formazione
- Yasiin Bey
- Talib Kweli Greene